# Schloss Brandois

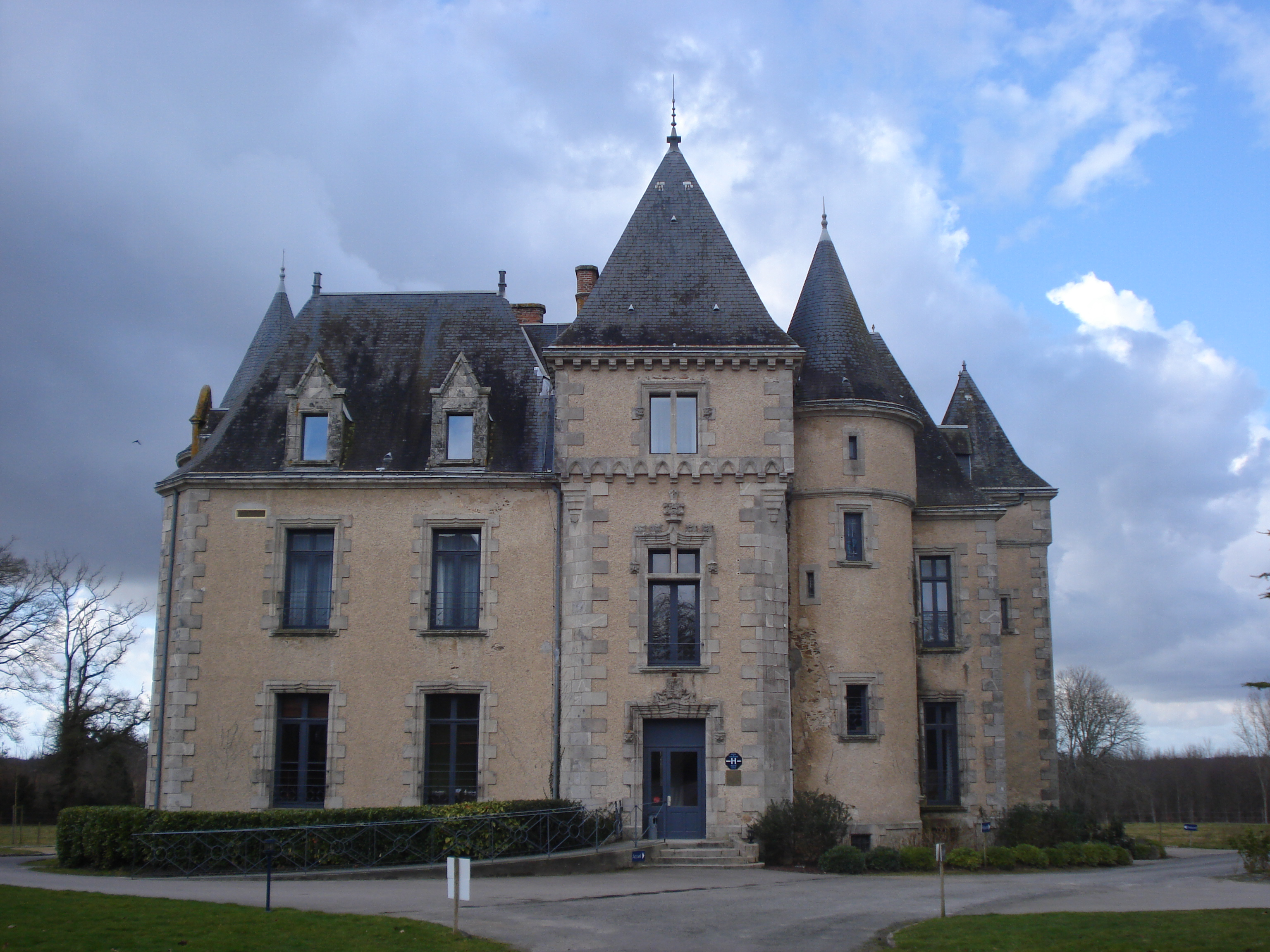
Schloss Brandois in La Mothe-Achard

Das neuzeitliche Schloss Brandois in La Mothe-Achard, einem Gemeindeteil von Les Achards im französischen Département Vendée in der Region Pays de la Loire, wurde in den 1860er Jahren errichtet.
Das zweigeschossige Schloss wurde für den Baron Jean Foucher nach Plänen des Architekten Paul Guillerot im Stil der Neugotik erbaut. 
Im Jahr 1968 wurde das Schloss mit einem 20 Hektar großen Gutshof von einer gemeinnützigen Organisation gekauft, die dort ein Ausbildungszentrum für Erwachsene einrichtete.
Seit 2009 ist im Schloss ein Hotel mit Restaurant untergebracht.